# Endokrina körtlar

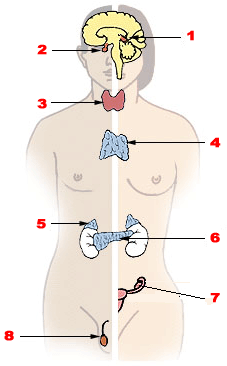
Viktigare hormonkörtlar. (Man vänster, kvinna till höger.) 1. Tallkottkörtel 2. Hypofys 3. Sköldkörtel 4. Bräss 5. Binjure 6. Bukspottkörtel 7. Äggstock 8. Testikel

Endokrina körtlar är körtlar som producerar och utsöndrar hormoner till blodbanan. Hormonproduktionen sköts av endokrina celler. De aktiveras som regel i feedbacksystem med andra hormoner. De utsöndrade hormonerna följer blodomloppet tills de når målcellerna i andra delar av kroppen, där de verkar.

## Hormonkörtlar
- Binjurar
- Könskörtlar
- Langerhans cellöar
- Bisköldkörtlar
- Tallkottkörtel
- Hypofys-binjureaxel
- Hypofys
- Sköldkörtel